# Dane Gruber
Dane Gruber (Senj, 17. lipnja 1856. – Zagreb, 21. ožujka 1927.), hrvatski povjesničar

## Životopis
Rođen u Senju 1856. U rodnom mjestu završio gimnaziju, u Zagrebu diplomirao i doktorirao zemljopis i povijest na Filozofskom fakultetu u Zagrebu. Od 1875. do 1879. asistent je arheološkog odsjeka zagrebačkoga Zemaljskog muzeja (Narodnog muzeja) još kao student. Za srednjoškolskog profesora položio je državni ispit 1879., a nadopunio 1881. godine. Potom predaje po dvije godine po gimnazijama u Bjelovaru i Zagrebu, zatim u Požegi u kojoj ostaje 13 godina, a nakon 1895. opet predaje u Zagrebu sve do 1910. godine. U međuvremenu je 1902. na Filozofskom fakultetu u Zagrebu habilitirao za privatnog docenta hrvatske povijesti u doba narodne dinastije. Naslov izvanrednoga sveučilišnog profesora stekao je god. 1909. te je 1910. otišao na Fakultet. Umirovljen je 1916., no 1919. imenovan je za honorarnog docenta hrvatske povijesti, pa je 1920. reaktiviran kao srednjoškolski nastavnik. Srednjoškolski ravnatelj od 1921. i dalje je predavao na Fakultetu. Umro je u Zagrebu 1927. godine.
Istraživao anžuvinsko razdoblje hrvatske povijesti, nepotpuno riješenim pitanjima iz hrvatske povijesti do 12. st., poviješću Dukljansko-barske i Dubrovačke nadbiskupije te razdobljem protuturskih borba. Doticao se i tema davnih Slavena i njihove pradomovine te smještenja Hrvata u novoj postojbini poslije seobe.
Radove, ocjene, prikaze i članke objavio u Viencu, Ljetopisu JAZU, Agramer Tagblattu, beogradskom Bratimstvu, cetinjskom Glasu Crnogoraca, Glasu Matice hrvatske, Hrvatskoj, Hrvatskom dnevniku, Hrvatskom domu, Hrvatskom učitelju, Hrvatskom kolu, Obzoru, Smotri dalmatinskoj, Sriemskom Hrvatu i drugima listovima. Istaknuti Gruberovi radovi su  Povijest Istre u kojoj je Gruber cjelovito prikazao njenu povijest, uz dopunu o hrvatskom narodnom preporodu koju je napisao Vjekoslav Spinčić, zatim manji sintezni povijesni radovi Hrvatska za vrijeme narodnih vladara od doseljenja do 1102., Hrvatska u vrijeme Anžuvinaca od godine 1301. do 1381. te Pregled povijesti Bosne i Pregled povijest Istre. Dio navedenih djela napisani su za djelo Znameniti i zaslužni Hrvati te pomena vrijedna lica u hrvatskoj povijesti od 925–1925.
Izvanredni član JAZU, član DHK i Matice hrvatske. U JAZU je član dopisnik od 1901. godine, a od 12. prosinca 1901. godine i pravim članom u Akademiji historičko-filologičkom razredu.